# Kevin Conneff

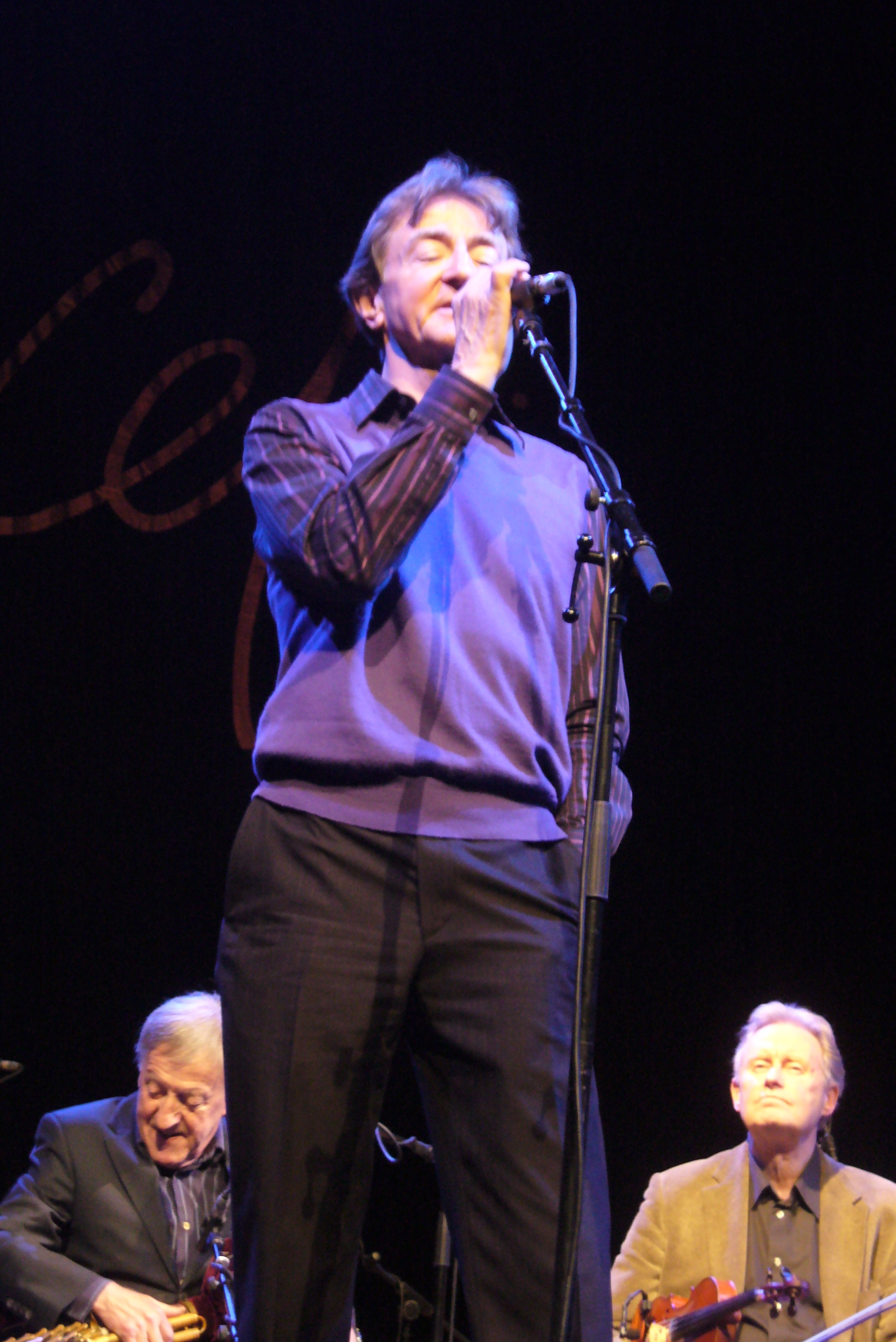
Kevin Conneff

Kevin Conneff (* 8. Januar 1945 in Dublin) ist Sänger der irischen Band „The Chieftains“.
Bevor Conneff 1976 von Paddy Moloney als Nachfolger des ausscheidenden Bodhran-Spielers Peadar Mercier bei den Chieftains angeheuert wurde, gehörte er zu einer offenen Gruppe von Musikern und Sängern, die einen traditionellen Musikclub in Dublin betrieben, den Traditional Club at Slattery’s. Mit Kevin hatten sich die Chieftains gleichzeitig einen hervorragenden Sänger ins Boot geholt, so dass fortan auf fast allen Alben zumindest ein Gesangsstück aus eigenen Reihen erschien. Kevin singt besonders gern im traditionellen sean-nós-Stil, d. h. ohne musikalische Begleitung. Kevin taucht zum ersten Mal auf dem Album „Chieftains 6“ auf, dort jedoch zunächst als Bodhran-Spieler. Sein Gesang ist erstmals auf „Chieftains 9“ zu hören.
Kevin Conneff hat in all den Jahren nur ein Soloalbum aufgenommen, und zwar
- The week before easter (1988) – teils live, teils im Studio (mit Gastmusikern)